# Świecie
Świecie (výslovnost [švječe], německy Schwetz an der Weichsel, zastarale německy též Schwetz) je město v Polsku v Kujavsko-pomořském vojvodství v okrese Świecie. Je sídlem stejnojmenné městsko-vesnické gminy. Statut města získalo v roce 1338. V roce 2022 zde žilo 25 296 obyvatel.

## Geografie
Świecie se nachází v Jihobaltském pojezeří, v etnokulturním regionu Kociewie, při ústí Wdy do Visly. Leží přibližně 40 kilometrů severovýchodně od Bydhoště, 105 kilometrů jižně od Gdaňska a 190 kilometrů jihozápadně od Kaliningradu. Rozkládá se v nadmořské výšce 19 až 86 m n. m. Rozloha města činí 16,5 km².
V letech 1975–1998 Świecie administrativně patřilo do Bydhošťského vojvodství.

## Název
Pod latinizovaným názvem Swencza je sídlo zmiňováno v latinské listině vydané v Lubinu v roce 1281, kterou podepsal pomořanský kníže Mstivoj II. Dalším z latinizovaných názvů je Suece, který se objevuje v latinské listině z roku 1282 podepsané králem Přemyslem II. Velkopolským. V latinské listině z roku 1283 podepsané pomořanským knížetem Mstivojem II. se objevuje latinizovaný název Svecze. Dále se objevují latinizované názvy Swete, Swece či Swecz.

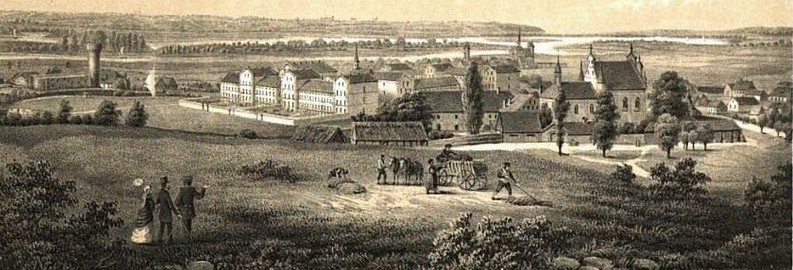
Świecie pod pruskou nadvládou (1855)

## Partnerská města
- Gernsheim, Německo[8]
- Perth, Austrálie (od roku 1990)
- Pieszyce, Polsko